# Johann Traugott Dreyer von der Iller

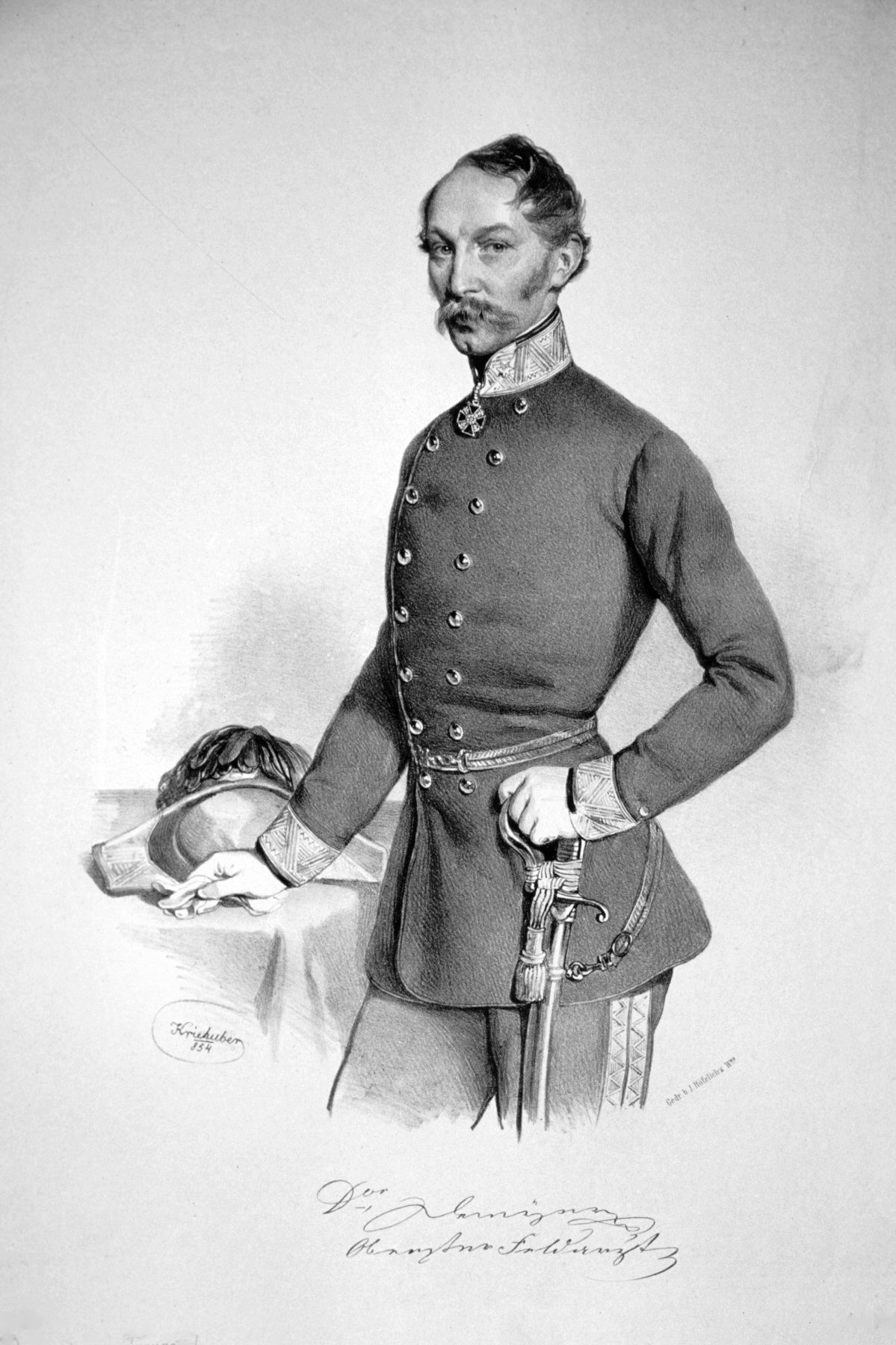
Johann Traugott Dreyer, Ritter von der Iller

Johann Traugott Dreyer, Ritter von der Iller (* 5. Dezember 1803 in Asch; † 17. September 1871 in Zwettl) war ein österreichischer Hofrat, Professor der Naturwissenschaften am  Josephinum, Ophthalmologe, Generalmajor und Oberster Feldarzt der k. k. Armee.

## Biographie
Seine Eltern waren der Regimentsarzt Joseph Dreyer und dessen Ehefrau Theresia. Dreyer trat Anno 1824 als Unterarzt in die k. k. Armee ein, studierte von 1830 bis 1833 an der chirurgisch-ophthalmologischen Klinik von Friedrich Jäger, Ritter von Jaxtthal (1784–1871), Leibarzt des Fürsten von Metternich, promovierte am Wiener Josephinum am 5. März 1831 („Dissertatio inauguralis medico-chirurgica pertractans novam blepharoplastices methodum“) und rückte 1833 zum Regimentsarzt im Infanterieregiment Großherzog von Baden Nr. 59 in Innsbruck.

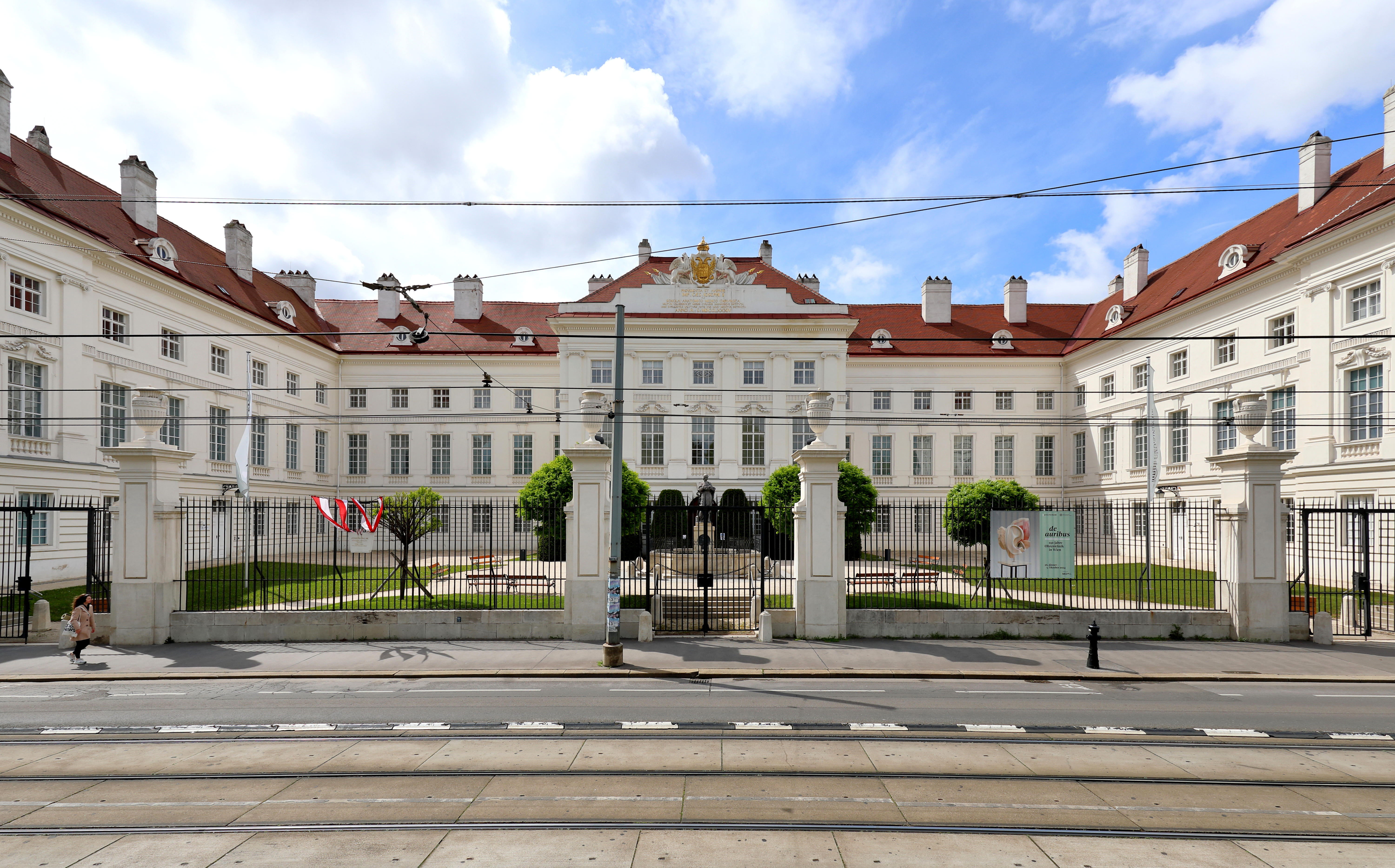
Josephinum in der Währingerstraße

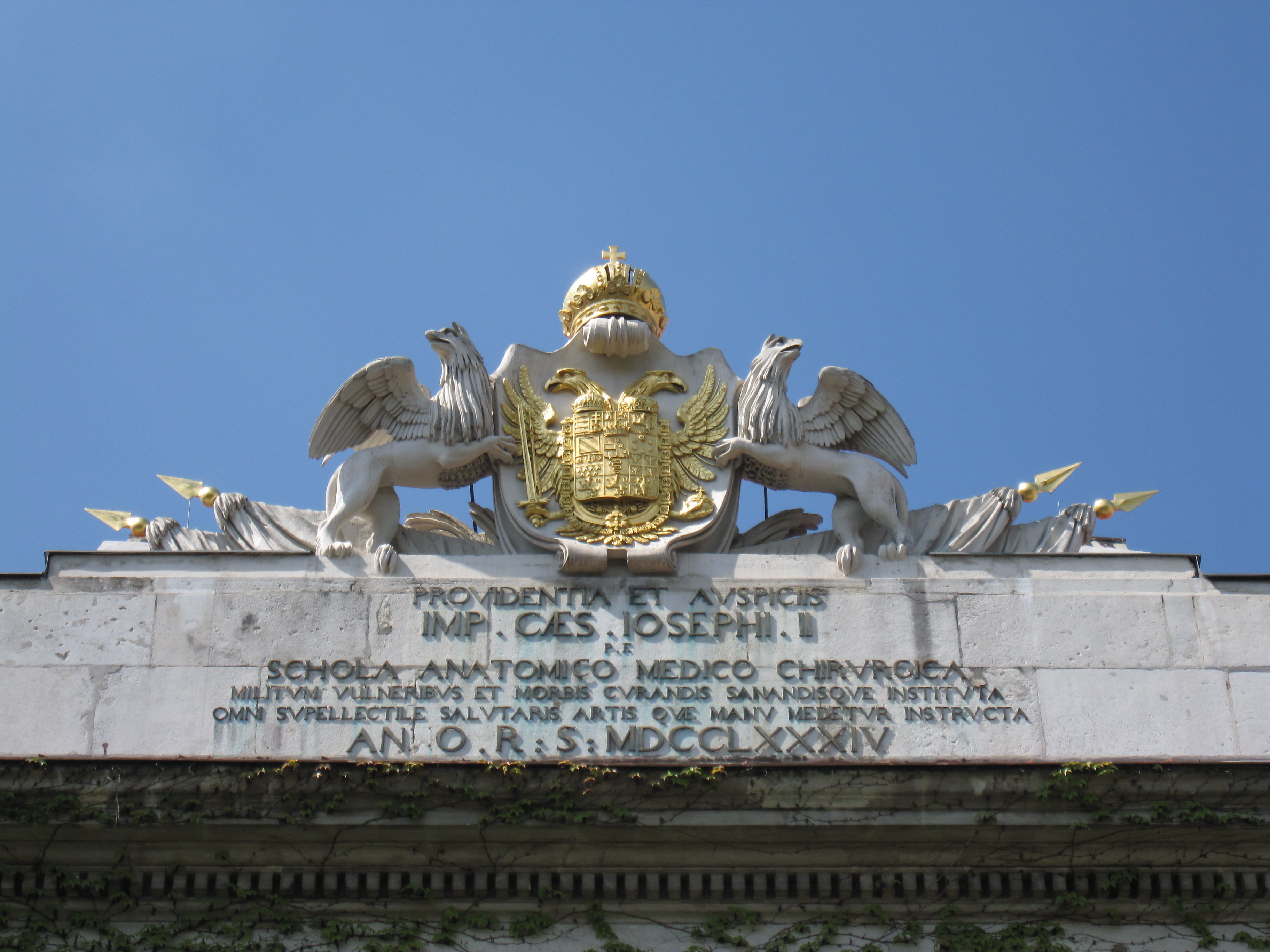
Inschrift mit Krone

Kaiser Franz Joseph I. verlieh ihm am 1. Oktober 1835 die Lehrkanzel der speziellen Naturgeschichte an der k. k. medizinisch-chirurgischen Josephsakademie. In der Folge wurde er auch Stabsfeldarzt und Mitglied der permanenten Feldsanitätskommission.
An die (mit der Entschließung vom 27. Oktober 1822 notwendige) neue Lehrkanzel für spezielle Naturgeschichte (Mineralogie und Zoologie) wurde am 21. Oktober 1823 Sigmund Caspar Fischer (1793–1860) berufen. Nachdem dieser als Professor für spezielle Naturgeschichte an die Universität Wien am 6. November 1834 Verwendung gefunden hatte, wurde am 24. Juli 1835 Johann Traugott von Kaiser Franz Joseph I. zu Fischers Nachfolger an die Lehrkanzel für spezielle Naturgeschichte berufen. Im Jahr zuvor hatte sich Johann Traugott Dreyer mit Barbara Fleischmann vermählt. Er lehrte spezielle Naturgeschichte bis zur zweiten Auflassung der Josephsakademie am 4. Oktober 1848. Da Dreyer seit der Pensionierung Ferdinand Joseph von Zimmermanns im Jahr 1838 (nach anderen 1840) auch die Botanik im höheren Lehrkurs supplierte, ergab sich hier die wohl sehr seltene Konstellation, dass eine Person allein alle Fächer der Naturgeschichte auf dem höchsten didaktischen Universitätsniveau (nämlich an einer medizinischen Fakultät) lehrte. Als Fachschriftsteller trat Dreyer – wohl auch zeitlich vereinnahmt durch seine zahlreichen Ämter im Militär-Sanitätswesen – jedoch nicht hervor. 1839 wird er im Medizinischen Schriftstellerlexikon genannt. Auch war er seit 1837 korrespondierendes Mitglied der Rheinischen Naturforschenden Gesellschaft zu Mainz. Daneben war er nicht nur Mitglied der medizinischen Fakultät zu Wien, sondern auch der päpstlich-chirurgisch-medizinischen Akademie zu Ferrara.

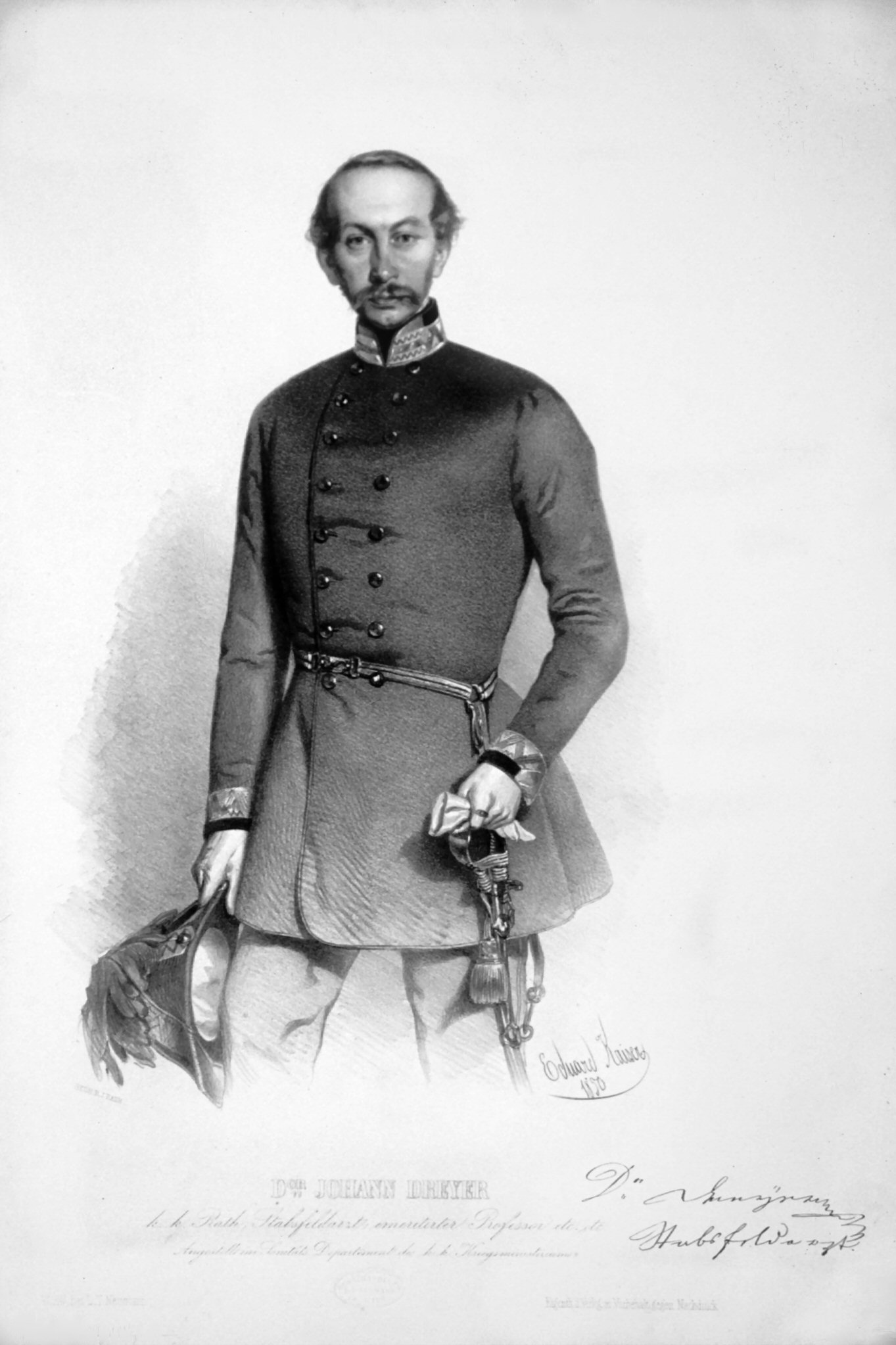
Johann Traugott Dreyer (1850)

Seit dem 19. Dezember 1850 war der Offizier Hofrat und oberster Feldarzt der Armee. Er besaß eine hohe wissenschaftliche Bildung sowie organisatorisches Talent und erwarb sich in den Kriegsjahren 1848/49 und 1859 besondere Verdienste.
Dreyer wurde Ritter des kaiserlich österreichischen Leopold-Ordens und mit Diplom zu Wien von 1855 in den erbländisch-österreichischen Ritterstand mit dem Prädikat „von der Iller“ erhoben, sodann im darauffolgenden Jahr Vorstand der 7. Abteilung der 3. Sektion (Administration) des k. k. Armeegeneralkommandos. Im Jahr 1862 veranlasste er die Reorganisation des feldärztlichen Dienstes. Seine militärische Tätigkeit erklärt auch, warum ab der Wiedereröffnung der Akademie am 23. Oktober 1854, kein Einsatz Dreyers im naturgeschichtlichen Unterricht mehr erfolgte.
Der Generalstabsarzt, der neben dem Leopoldorden auch Träger des kaiserlich russischen St.- Annen-Ordens 2. Klasse mit den Brillanten, des königlich preußischen Kronenordens 2. Klasse sowie Komtur des königlich spanischen Isabellaordens und Großkreuzes des Ordens König Franz I. war, ging am 1. Februar 1864 unter Bezeigung der allerhöchsten Zufriedenheit für seine langjährige Dienstleistung in den Ruhestand.
Der emeritierte Professor war nicht nur Mitglied der Gesellschaft der Ärzte in Wien, sondern auch Ehrenmitglied des Vereines badischer Ärzte zur Förderung der Staats-Arzeneikunde.

## Werke
- Nova blepharoplastices methodus (Diss. inaug. med.), Verlag Carl Gerold, Vindobonae (Wien) 1831, 62 S.